# 盖尔南维尔
盖尔南维尔（法語：Guernanville，法語發音：[ɡɛʁnɑ̃vil]）是法国厄尔省的一个旧市镇，属于埃夫勒区。2016年，盖尔南维尔与市镇圣玛格丽特-德洛泰勒合并为新市镇勒莱姆。

## 地理
盖尔南维尔（48°53'20"N, 0°50'32"E）面积3.23 平方千米，位于法国诺曼底大区厄尔省，该省份为法国北部内陆省份，北起滨海塞纳省，西接奧恩省和卡爾瓦多斯省，南至厄尔-卢瓦省，东临瓦兹省、瓦兹河谷省和伊夫林省。
与盖尔南维尔接壤的市镇（或旧市镇、城区）包括：莱博德布勒特伊、布勒特伊。

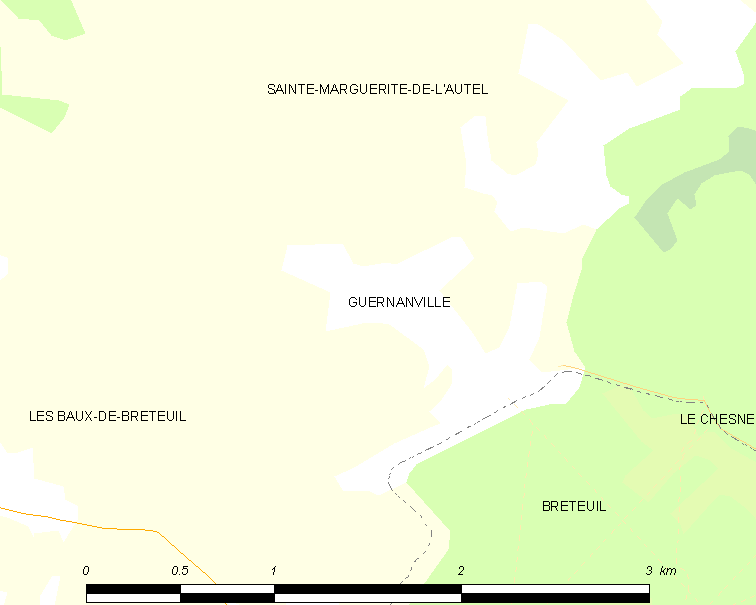
盖尔南维尔的OSM定位图

盖尔南维尔的时区为UTC+01:00、UTC+02:00（夏令时）。

## 行政
盖尔南维尔的邮政编码为27160，INSEE市镇编码为27303。

## 政治
盖尔南维尔所属的省级选区为布勒特伊县。

## 人口

1962-2008年间盖尔南维尔人口变化图示

盖尔南维尔于2018年1月1日时的人口数量为103人。